# Aximopsis
Aximopsis is een geslacht van vliesvleugeligen uit de familie Eurytomidae. De wetenschappelijke naam van dit geslacht is voor het eerst geldig gepubliceerd in 1904 door Ashmead.

## Soorten
Het geslacht Aximopsis omvat de volgende soorten:
- Aximopsis acaciacola (Hedqvist, 1967)
- Aximopsis acricola (De Santis, Urban & Graf, 1973)
- Aximopsis affinis (Brues, 1922)
- Aximopsis anubis Gates, 2006
- Aximopsis arietinis Gates, 2006
- Aximopsis aximoides (Masi, 1943)
- Aximopsis aztecicida (Brues, 1922)
- Aximopsis carinata (Cameron, 1911)
- Aximopsis cariniceps (Cameron, 1911)
- Aximopsis caryedocida (Rasplus, 1988)
- Aximopsis caudata (Narendran & Padmasenan, 1991)
- Aximopsis collina (Zerova, 1984)
- Aximopsis elegans Masi, 1917
- Aximopsis hespenheidei Gates, 2006
- Aximopsis hippolytis Gates, 2006
- Aximopsis lamtoensis (Rasplus, 1988)
- Aximopsis lanceolepis Gates, 2006
- Aximopsis longigastris (Narendran, 1994)
- Aximopsis masneri Gates, 2009
- Aximopsis mateui (Hedqvist, 1967)
- Aximopsis mimosarum (Rasplus, 1988)
- Aximopsis morio Ashmead, 1904
- Aximopsis nigriscaposa (Narendran & Padmasenan, 1991)
- Aximopsis nodularis (Boheman, 1836)
- Aximopsis obocki (Risbec, 1955)
- Aximopsis oryzivora (Delvare, 1988)
- Aximopsis pythmenis Gates, 2006
- Aximopsis raoi (Narendran & Padmasenan, 1991)
- Aximopsis saharensis (Hedqvist, 1967)
- Aximopsis sapana (Narendran, 1994)
- Aximopsis senegalensis (Risbec, 1951)
- Aximopsis townesi (Narendran & Padmasenan, 1991)
- Aximopsis tropicana (Risbec, 1953)
- Aximopsis vogti Gates, 2006